# 小野浜造船所
小野浜造船所（おのはまぞうせんじょ）は、兵庫県神戸市にあった造船所である。

## 歴史
当初、イギリス人のエドワード・チャールズ・キルビーが他の2人とともに「小野浜鉄工所」として設立し、木造汽船の製造などを行っていた。1878年（明治11年）にキルビー単独で独立し、「小野浜造船所」となった。1882年（明治15年）には日本初の鉄製汽船、太湖汽船太湖丸を建造し、エドワード・ハズレット・ハンターの設立した大阪鉄工所（後の日立造船）と並び、日本の近代造船所の黎明期に大きな役割を果たした。
キルビーは熱心な売り込み工作を行い、当時日本で唯一の鉄船の建造実績を有していたこともあり、1883年（明治16年）2月23日には海軍から日本初の鉄製軍艦「大和」（初代）の受注に成功した。しかし建造は順調ではなく、10月にはイギリスに発注した部品がストライキの影響で届くのが遅れたことを理由に工期延期の申し出がなされ、12月には資金繰りが行き詰ったキルビーが自殺してしまうという事態となった。
「大和」の建造中であったこともあり、1884年（明治17年）に海軍が引き取り官営造船所として存続、呉鎮守府開設後はその管轄とされた。同時期に設置された呉造船部（後の呉海軍工廠）が軌道に乗ると設備は呉に移転され、小野浜造船所は閉鎖された。

### 年表
- 1868年（明治元年）キルビーが神戸に「小野浜鉄工場」を共同設立
- 1878年（明治11年）キルビー単独で「小野浜造船所」を設立
- 1882年（明治15年）日本初の鉄製汽船「太湖丸」を建造
- 1883年 (明治16年) 軍艦「大和」（初代）起工
- 1884年 (明治17年) 経営の混乱した「小野浜造船所」を海軍が買収、艦艇建造を継続
- 1887年 (明治20年) 「大和」竣工
- 1890年 (明治23年) 呉鎮守府が管轄する
- 1893年 (明治26年) 呉鎮守府造船支部と名称変更
- 1895年 (明治28年) 設備を呉に移転し閉鎖

## 主な建造艦艇
- スループ：大和 (初代)
- 砲艦：摩耶  - 赤城  - 大島
- 練習艦：干珠 - 満珠